# Mazinger Z (jeu vidéo)
 Mazinger Z  (マジンガーZ) est un jeu d'action Beat them all développé par Winkysoft et édité par Bandai. Il est sorti uniquement au Japon le 25 juin 1993. Il s'agit d'une adaptation de l'anime et manga éponyme Mazinger Z de Go Nagai,,,.

## Synopsis
Le Dr Hell a détruit Tokyo avec ses Robots mécaniques géants. Le héros, Koji Kabuto, et son robot géant Mazinger Z, doivent vaincre le Dr Hell et son lieutenant le Baron Ashura, avant qu'ils ne conquièrent le monde.

## Système de jeu
Le jeu est composé de 6 niveaux à défilement horizontal. Mazinger Z peut combattre au corps à corps mais aussi à l'aide d'armes telles que le Breast Fire, Rocket Punch, et des missiles.